# Anthony van Hoboken
Anthony van Hoboken (* 23. März 1887 in Rotterdam; † 1. November 1983 in Zürich) war ein niederländischer Musikwissenschaftler und bedeutender Musiksammler. Seine herausragende Leistung ist die Erarbeitung des ersten umfassenden Verzeichnisses aller Kompositionen Joseph Haydns, des Hoboken-Verzeichnisses.

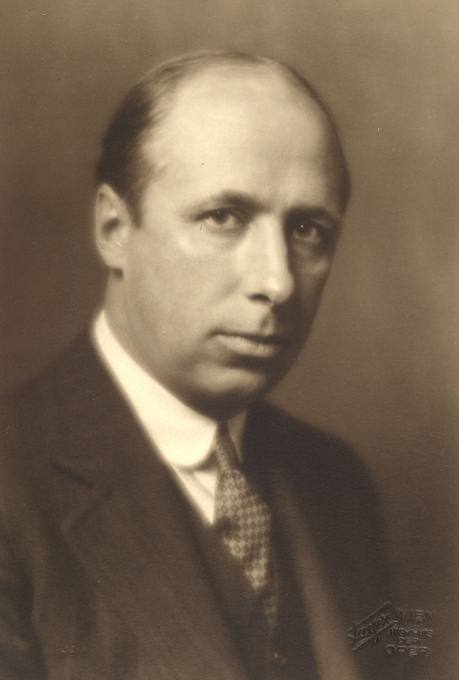
Aufnahme von Georg Fayer (1927)

## Leben und Werk
Anthony van Hoboken entstammte einer traditionsreichen, alteingesessenen und wohlhabenden Rotterdamer Kaufmanns-, Bankiers- und Reederfamilie. Sein ererbter Reichtum machte ihn zeitlebens finanziell unabhängig und ermöglichte ihm, ganz seinen Neigungen zu leben. Nach Abschluss der Schule studierte er von 1906 bis 1909 an der Technischen Hochschule in Delft. Sein eigentliches Interesse galt jedoch der Musik. Neben dem Ingenieurstudium erhielt er Unterricht in Klavierspiel und Komposition bei Anton B. H. Verhey.
1909 wechselte er an Dr. Hoch’s Konservatorium in Frankfurt am Main, wo er Harmonielehre bei Bernhard Sekles und Komposition bei Iwan Knorr studierte. Ab 1917 lebte er in München, wo er sich in der Nymphenburger Walhallastraße 1 eine Villa erbauen ließ, die er 1919 bezog. Er bewegte sich in Kreisen der Schwabinger Bohème, war mit Marietta di Monaco liiert und scharte Künstler wie die Maler Georg Schrimpf, Heinrich Maria Davringhausen, Rudolf Levy und den Schriftsteller Oskar Maria Graf um sich.
In München lernte er den Komponisten Otto Vrieslander kennen und begann, von diesem beraten, ab 1919 eine bedeutende Sammlung musikalischer Erst- und Frühdrucke und musiktheoretischer Literatur von Bach bis Brahms aufzubauen, basierend auf der Überzeugung, dass Interpretationsfragen nicht nur anhand der Manuskripte, sondern auch der Erstdrucke zu prüfen seien, nach welchen ein Musikstück zu seiner Zeit aufgeführt wurde. Van Hobokens Sammlung war schließlich mit etwa 8000 Titeln die weltweit größte Privatsammlung ihrer Art. Als Bibliothekar der Sammlung beschäftigte van Hoboken von 1926 bis 1935 Otto Erich Deutsch, später Autor des Deutsch-Verzeichnisses der Werke Franz Schuberts. Die Sammlung Hoboken wurde 1974 von der Republik Österreich für die Musiksammlung der Österreichischen Nationalbibliothek angekauft und 2016 von der österreichischen UNESCO-Kommission in die Liste des nationalen Dokumentenerbes Memory of Austria aufgenommen. Einen Schwerpunkt der Sammlung bilden mit ca. 1000 Erst- und Frühausgaben die Werke Joseph Haydns.
Am 7. Dezember 1922 heiratete van Hoboken die Schauspielerin Annemarie Seidel, mit der er sich auf eine Weltreise begab. 1925 ließ er sich in Wien nieder, wo er Schüler des Musiktheoretikers Heinrich Schenker wurde, den er auf Empfehlung Vrieslanders kennengelernt hatte. In Gesprächen mit Schenker erklärte van Hoboken sich bereit, eine Sammlung fotografischer Reproduktionen von Autographen großer Komponisten zu finanzieren. So kam es im Herbst 1927 zur Gründung des „Archivs für Photogramme musikalischer Meister-Handschriften“ (abgekürzt „Photogrammarchiv“ oder „Meisterarchiv“). Er verwirklichte damit einen Plan, den Schenker schon vor dem Ersten Weltkrieg verfolgt hatte: Das Archiv sollte als Grundlage für die musikwissenschaftliche Forschung dienen mit dem Ziel, die vielfach bearbeiteten Werkausgaben des 19. Jahrhunderts durch originalgetreue Editionen auf der Basis der Handschriften zu ersetzen; zur Vervollständigung der Sammlung arbeitete man auch mit anderen Bibliotheken zusammen.
In dem im November 1927 veröffentlichten „Aufruf“ zur Gründung des Archivs heißt es:

„Die Werke der Meister der Tonkunst sind uns heute in der Hauptsache nur bekannt nach den Ausgaben, die von ihnen im Umlauf sind. Diese Ausgaben sind aber meistens von anderen bearbeitet und entsprechen in mehrfacher Hinsicht nicht mehr getreu dem Original. […] Da aber die Handschrift für das richtige Studium der Meisterwerke die beste, ja die einzige Quelle darstellt, ist es notwendig, mittels photographischer Wiedergabe des Originals die möglichst weite Verbreitung desselben zu fördern! […] Zu diesem Zwecke habe ich mich entschlossen, ein Archiv anzulegen, in welchem die photographischen Aufnahmen der wichtigsten Handschriften unserer musikalischen Großmeister aufbewahrt werden sollen, wo sie besichtigt werden können und wo auf Wunsch Abzüge derselben angefertigt werden, um sie Interessenten zur Verfügung zu stellen. […] Es geht hier um nichts weniger als um die Erhaltung unserer Tonkunst, da nur die Kenntnis der Handschrift die Fehler zu berichtigen vermag, die sich in die Ausgaben eingeschlichen haben.“

Van Hoboken finanzierte das Archiv ausschließlich aus eigenen Mitteln. Auf rastlosen Reisen durch ganz Europa suchte er Musikhandschriften ausfindig zu machen und von den Besitzern die Erlaubnis zur Reproduktion zu erhalten.
Bereits 1931 umfasste das Archiv über 30.000 Seiten, Anfang 1936 hatte sich die Zahl auf über 40.000 erhöht und Mitte 1936 waren es schon 48.000. Die Qualität der „von seinem eigenen Atelier besorgten Photostataufnahmen“ (Fotokopien) war für die damaligen Verhältnisse hervorragend.
Hobokens Berufung auf die „Erhaltung unserer Tonkunst“ fand während des Zweiten Weltkriegs ungeahnte Bestätigung, da zahlreiche Manuskripte, deren Originale im Krieg untergingen, nur durch die Kopie im Archiv erhalten geblieben sind. Organisatorisch war das Archiv der Musiksammlung der Österreichischen Nationalbibliothek angegliedert, der van Hoboken es 1957 schenkte. Der heutige Bestand liegt bei ca. 60.000 Seiten.
Schon 1927 plante van Hoboken, ein chronologisches Verzeichnis der Werke Joseph Haydns zu erstellen. Nach jahrzehntelanger Forschungsarbeit und mit der ab 1948 von Willy Strecker, dem Leiter des Schott-Verlags, zugesicherten technischen Unterstützung durch den Verlag erschien 1957 bei Schott in Mainz der erste von drei Bänden seines Thematisch-bibliographischen Werkverzeichnisses der Werke Joseph Haydns, das seinen dauernden Ruhm begründete. Dieses Hoboken-Verzeichnis stellte die größtenteils höchst unübersichtliche und unsichere Überlieferung und Zuschreibung der Werke Haydns erstmals auf eine gesicherte musikwissenschaftliche Grundlage. Ähnlich wie mit dem Köchelverzeichnis für Mozart und dem Deutsch-Verzeichnis für Schubert war damit ein maßgebliches Werkverzeichnis geschaffen, nach dem bis heute die Werke Haydns zitiert werden. Da eine genaue zeitliche Zuordnung der Werke in vielen Fällen nicht möglich war, ist das Verzeichnis, anders als ursprünglich geplant, nicht chronologisch, sondern nach Gattungen geordnet. Eine Hoboken-Nummer besteht daher aus einer römischen Zahl für die Werkgruppe (I-XXXII, z. B. I für die Symphonien, III für die Streichquartette, XXII für die Messen), gefolgt von einer arabischen Werknummer. Band 2 des Verzeichnisses erschien 1971, der abschließende dritte Band 1978.
Van Hobokens Ehe mit Annemarie Seidel wurde 1932 kinderlos geschieden. In zweiter Ehe war er seit dem 30. März 1933 mit Eva Hommel (Künstlername: Eva Boy) verheiratet. Ihr Sohn Anthony jr. kam 1937 zur Welt. Nach dem „Anschluss Österreichs“ an das nationalsozialistische Deutschland übersiedelte van Hoboken 1938 in die Schweiz, wo die Familie erst im Hause des Dirigenten Wilhelm Furtwängler in St. Moritz wohnte, dann von 1940 bis 1950 in Lausanne und von 1951 an in Ascona. 1977 übersiedelte er nach Zürich, wo er bis zu seinem Tod wohnte.
Van Hoboken ruht in einem Ehrengrab der Stadt Zürich auf dem Friedhof Witikon (Zürich).

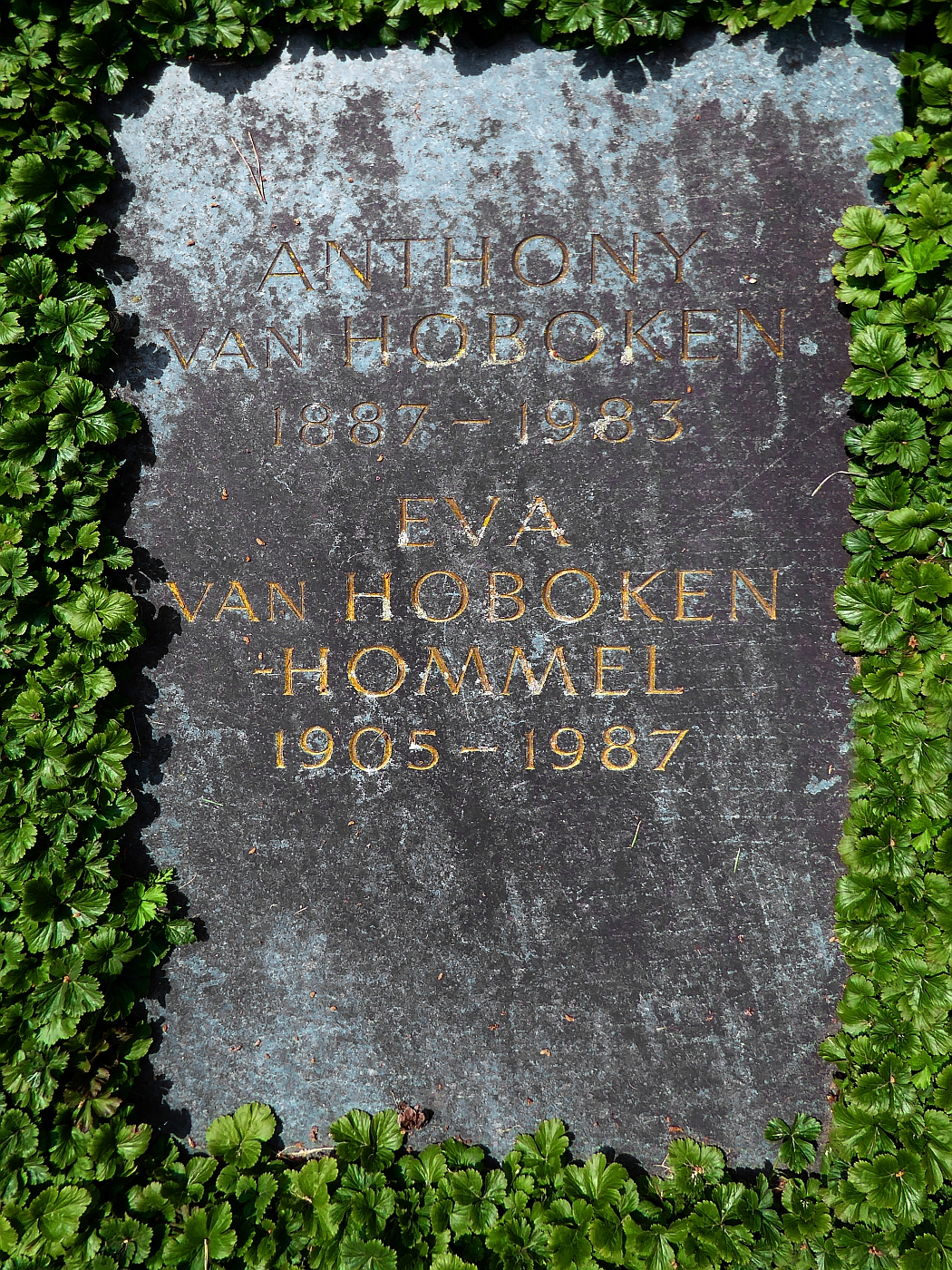
Grab von Eva und Anthony van Hoboken auf dem Friedhof Witikon, Zürich

## Ehrungen und Auszeichnungen
- 1923: Ehrenmitglied des Münchner Bachvereins.
- 1932: Verleihung des Großen Silbernen Ehrenzeichens der Republik Österreich[23]
- 1935: Wahl zum Direktionsmitglied der Gesellschaft der Musikfreunde in Wien bei deren Jahresversammlung am 19. Dezember.[24] Ihr gehörte er ab 1954 als Ehrenmitglied und ab 1973 als Senatsmitglied an.
- 1950 bis 1954: Mitglied des Advisory Council of the Department of Music at Princeton University, Princeton NJ, USA.
- 1954: Ehrenmitglied der Gesellschaft für Musikforschung
- 1957: Ehrenmitglied der Internationalen Musikgesellschaft
- 1957: Ehrenmitglied der Gesellschaft der Freunde der Österreichischen Nationalbibliothek in Wien.
- 1957: Ehrendoktorat der Universität Kiel
- 1958: Ehrendoktorat der Universität Utrecht
- 1959: Ernennung zum Offizier des Ordens von Oranien-Nassau
- 1960: Verleihung des Penning van de Maze Studium et Cura durch seine Geburtsstadt Rotterdam
- 1962: Verleihung des Österreichischen Ehrenkreuzes für Wissenschaft und Kunst I. Klasse[25]
- 1962: Ehrenmitglied des Vereins Beethoven-Haus in Bonn
- 1962: Ehrenmitglied der Internationalen Gesellschaft für Musikwissenschaft in Basel.
- 1967: Verleihung der Dr.-Josef-Bick-Ehrenmedaille der Vereinigung Österreichischer Bibliothekare
- 1979: Ehrendoktorat der Universität Mainz

Außerdem war Anthony van Hoboken Mitglied der Internationalen Vereinigung der Musikbibliotheken (IVMB), der Koninklijke Vereniging voor Nederlandse Muziekgeschiedenis (KVNM), der Internationalen Bach-Gesellschaft und des Joseph Haydn-Instituts, Köln.
Der Komponist Felix-Eberhard von Cube widmete Anthony van Hoboken sein Praeludium con Fuga in B♭ op.21/1 (1952).

## Literarische Rezeption
- In Oskar Maria Grafs autobiographischem Roman Wir sind Gefangene tritt van Hoboken als „der Holländer“ auf.
- In Volker Weidermanns 2017 erschienenem Buch Träume. Als die Dichter die Macht übernahmen über die Revolution in Bayern 1918 und die Münchner Räterepublik wird van Hoboken auf S. 21–23 erwähnt.

## Werke
- Joseph Haydn: Thematisch-Bibliographisches Werkverzeichnis, zusammengestellt von Anthony van Hoboken (PDF, 83,3 MB).
- Band 1: I. Abteilung: Instrumentalwerke. Schott, Mainz 1957.
- Band 2: II. Abteilung: Vokalwerke, III. Abteilung: Die schottischen Lieder, Sammelwerke und als Sammlungen erschienene Ausgaben von Haydn-Werken. Schott, Mainz 1971.
- Band 3: Tabellen und Register, Addenda und Corrigenda. Schott, Mainz 1978, ISBN 3-7957-0003-5.